# チェコ社会民主党
チェコ社会民主党（チェコしゃかいみんしゅとう、チェコ語: Česká strana sociálně demokratická; ČSSD）は、チェコ共和国の政党。社会民主主義を志向する中道左派政党である。欧州各国の社民主義政党が参加する欧州社会党と、社民主義政党の国際組織である社会主義インターナショナルに参加している。

## 歩み
1878年、オーストリア社会民主党の下で結成されたチェコスロバキア社会民主党（Českoslovanská sociálně demokratická strana）を直接の前身とする。初期はオーストリア社民党を構成する民族別党組織の一つであったが、1911年には党を脱退し独立した党組織となった。1918年末にチェコスロバキア共和国が独立すると、スロバキアの社民主義政党などと共に、チェコスロバキア社会民主労働党を結成し、両大戦期においてチェコとスロバキアの両地域で有力政党としての地位を維持した。
第二次世界大戦終結直後の1945年、党名をチェコスロバキア社会民主（Československá sociální demokracie：ČSSD）と改称、連立政権に参加したが、1948年に政権を掌握したチェコスロバキア共産党によって吸収合併された。しかし、一部の活動家は、国外で亡命組織を維持した。1989年末のビロード革命による民主化の実現で、ČSSDの活動が再開され、1990年3月に開かれた党大会で、正式に再結成された。再結成から間もない1990年6月の国民評議会選挙では、議席を得る事ができなかったが、同選挙で最大勢力となった市民フォーラムが1991年に解体された後、フォーラム内における社民主義系の有力者達が院内会派「社会民主主義」を結成してČSSDに合流し、翌92年の選挙で議席を得る事ができた。そして1993年にビロード離婚でチェコが独立した後、党名を現在のチェコ社会民主党（Česká strana sociálně demokratická：ČSSD）に改称し、現在に至っている。
1996年の下院選挙では野党第一党。1998年下院選挙で第一党となり、選挙後に市民民主党（市民フォーラムの自由主義派が1991年春に結成した中道右派政党）との合意（野党協定）を結び、少数単独政権（ミロシュ・ゼマン内閣）を組織した。2002年の下院選挙でも第一党を維持、キリスト教民主同盟＝チェコスロバキア人民党（KDU-ČSL）と自由-民主連合（US-DEU）の中道諸政党と共に連立政権（ウラジミール・シュピドラ内閣）を組織した。しかし、2006年の下院選挙では、第2党に留まり、野党に転じた。2010年の下院選挙で56議席を獲得し、第1党に返り咲いたものの、他党との連立交渉の展望が開けないため、野党の立場にとどまることになった。同年10月に行われた上院選挙では改選議席27議席中12議席を獲得、非改選と合わせて41議席となり元老院における第1党の座を確保した。
2013年10月、イジー・ルスクノ暫定政権の信任案が下院で否決されたことを受けて行われた下院選挙では前回選挙に引き続き第一党となったが、議席数と得票をやや減らす結果となった。新政権樹立に向けた協議は難航したが、最終的に右派系新党のANO2011とKDU-ČSLとの間で連立政権を組む事に合意し、ボフスラフ・ソボトカ党首が2014年1月29日より首相に就任した。2017年10月20、21日の総選挙ではバビシュ率いるANO 2011に敗北し、11月29日に首相を辞任（12月13日までにバビシュが後任首相に就任予定）。

## 歴代党首（連邦解体以降）
- ミロシュ・ゼマン（1993年-2001年）
- ウラジミール・シュピドラ（2001年-2004年）
- スタニスラフ・グロス（2004年-2005年）
  - ボフスラフ・ソボトカ（2005年-2006年）- 代行
- イジー・パロウベク（2006年-2010年）
- ボフスラフ・ソボトカ（2010年-2017年）
  - ミラン・ホバネツ（2017年-）- 代行

## 選挙における党勢推移

### チェコ国民評議会選挙
1990年
得票：192,922（2.68）
議席：0（0.0）
1992年
得票：422,736（6.53）
議席：16（8.0）

### 下院選挙
1996年
得票：1,602,250（26.44）
議席：61（30.5）
1998年
得票：1,928,660（32.31）
議席：74（37.0）
2002年
得票：1,440,279（30.20）
議席：70（35.00）
2006年
得票：1,728,827（32.32）
議席：74（37.0）
2010年
得票：1,155,267（22.08）
議席：56（28.00）
2013年
得票：1,016,829（20.45）
議席：50（25.00）
2017年
得票：368,347（7.27）
議席：15（7.50）
注：得票と議席における（）内の数字は、得票率と議席率である。

### 上院選挙
元老院は、81議席を2年毎に3分の1ずつ改選する。
1996年
25（30.9）
1998年
改選結果：3
選挙後：23（28.8）
2000年
改選結果：1
選挙後：15（18.5）
2002年
改選結果：7
選挙後：11（13.6）
2004年
改選結果：
選挙後：7
2006年
改選結果：6
選挙後：12（14.8）
2008年
改選結果：23
選挙後：29（35.8）
2010年
改選結果：12
選挙後：41（50.6）
2012年
改選結果：13
選挙後：46
2014年
改選結果：10
選挙後：35
2016年
改選結果：2
選挙後：25
注：上段は選挙における議席数。下段は非改選と合わせた合計議席数である。なお（）内の数字は議席率である。ただし、2004年選挙に関しては、参照した資料に議席率が掲載されていなかったため未記載。

### 欧州議会議員選挙
2004年
得票：204,903（8.78）
議席：2（8.3）
2009年
得票：528,132（22.38）
議席：7（31.82）
2014年
得票：214,800（14.17）
議席：4（19.05）
出典：チェコ統計局、『ポスト社会主義諸国 政党・選挙ハンドブックⅡ』